# 大山村 (岐阜県)
大山村（おおやまむら）は、かつて岐阜県加茂郡にあった村である。
現在の加茂郡富加町大山などに該当する。

## 歴史
- 1889年（明治22年）7月1日 - 町村制により、大山村が発足。
- 1897年（明治30年）4月1日 - 滝田村、羽生村、高畑村、夕田村が合併し、富田村が発足。同日大山村は廃止。